# Austrammo barbaramarksae
Espèce
Austrammo barbaramarksae est une espèce d'araignées aranéomorphes de la famille des Gnaphosidae.

## Distribution
Cette espèce est endémique du Pilbara en Australie-Occidentale,. Elle se rencontre sur l'île de Barrow.

## Description
Le mâle holotype mesure 3,2 mm et la femelle 3,9 mm.

## Systématique et taxinomie
Cette espèce a été décrite par Framenau en 2023.

## Étymologie
Cette espèce est nommée en l'honneur de Barbara Marks.

## Publication originale
- Framenau, 2023 : « A new species in the ground spider genus Austrammo from Barrow Island, Western Australia (Araneae, Gnaphosidae). » Australian Journal of Taxonomy, vol. 27, p. 1-6.